# ویلا رئال
ویلا رئال (Vila Real) یکی از شهرهای کشور پرتغال است.

## نگارخانه

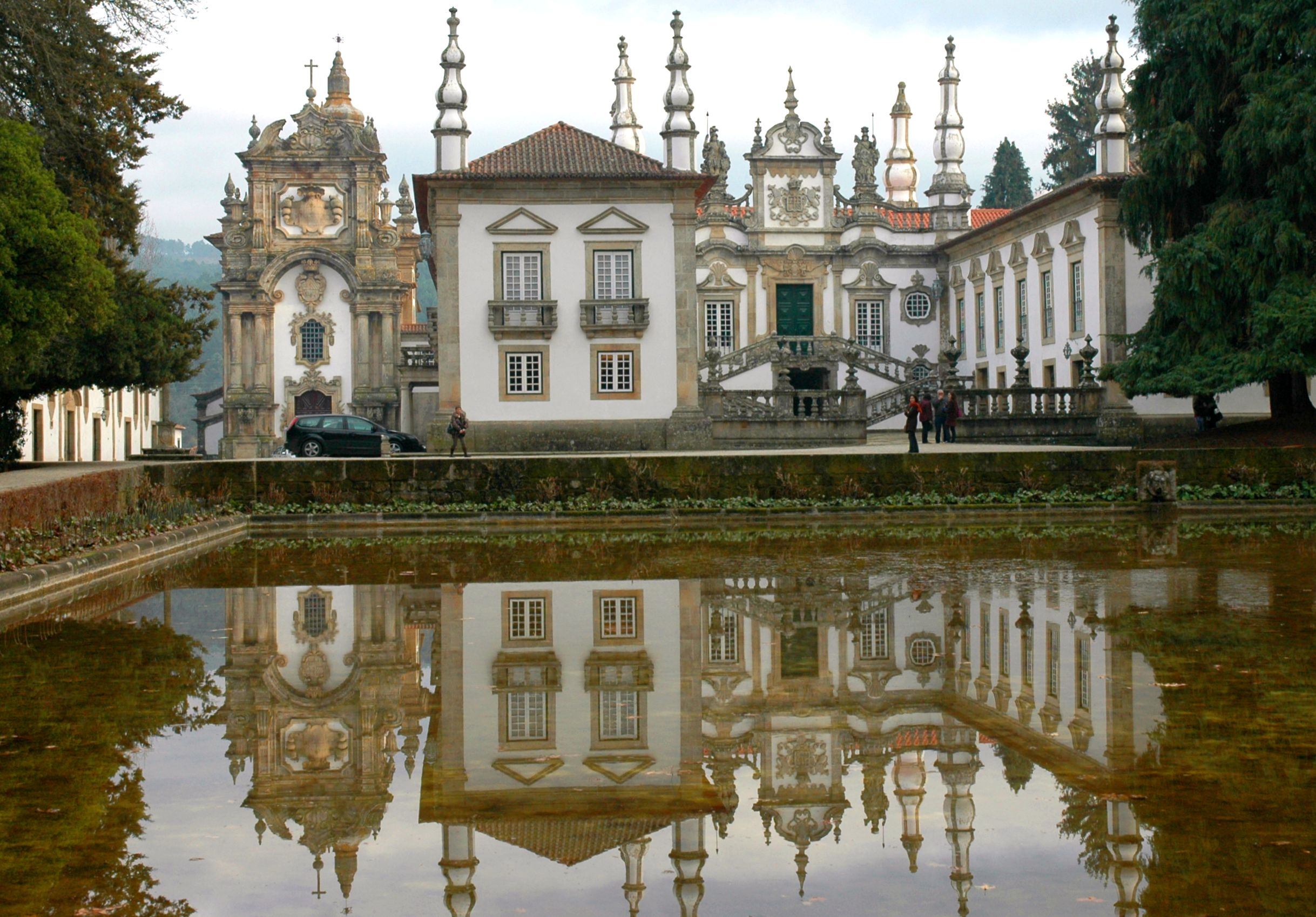
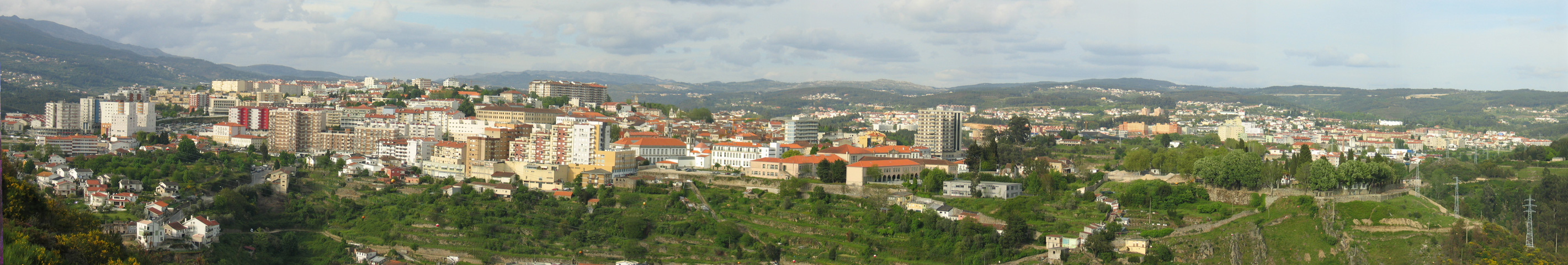
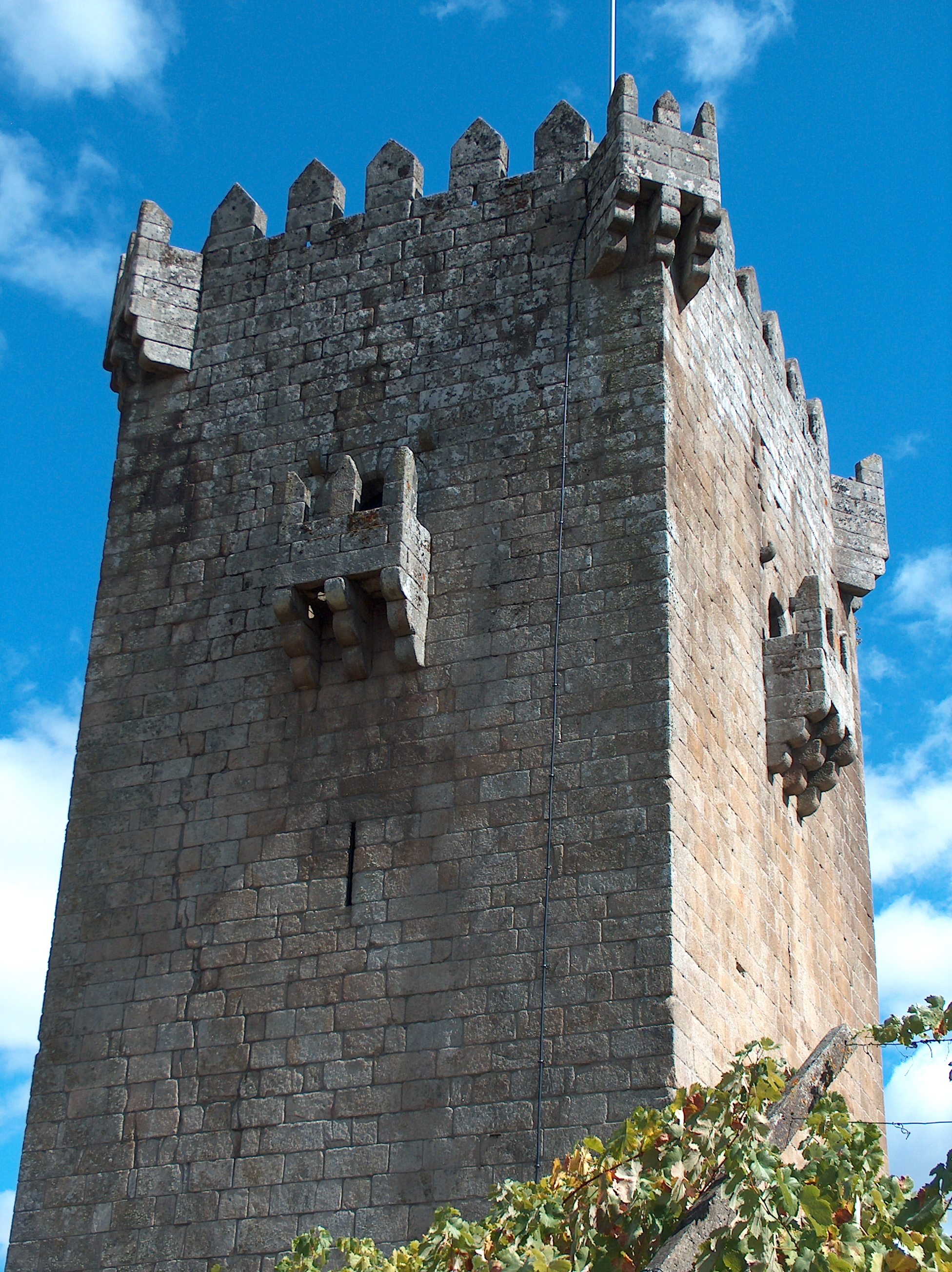
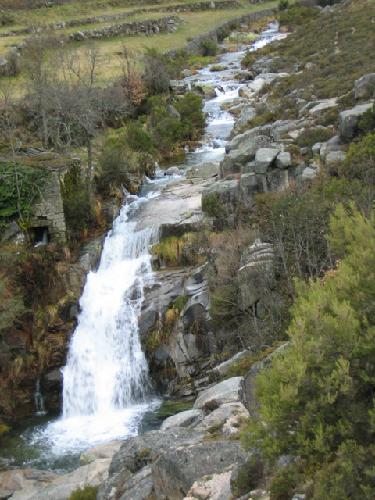
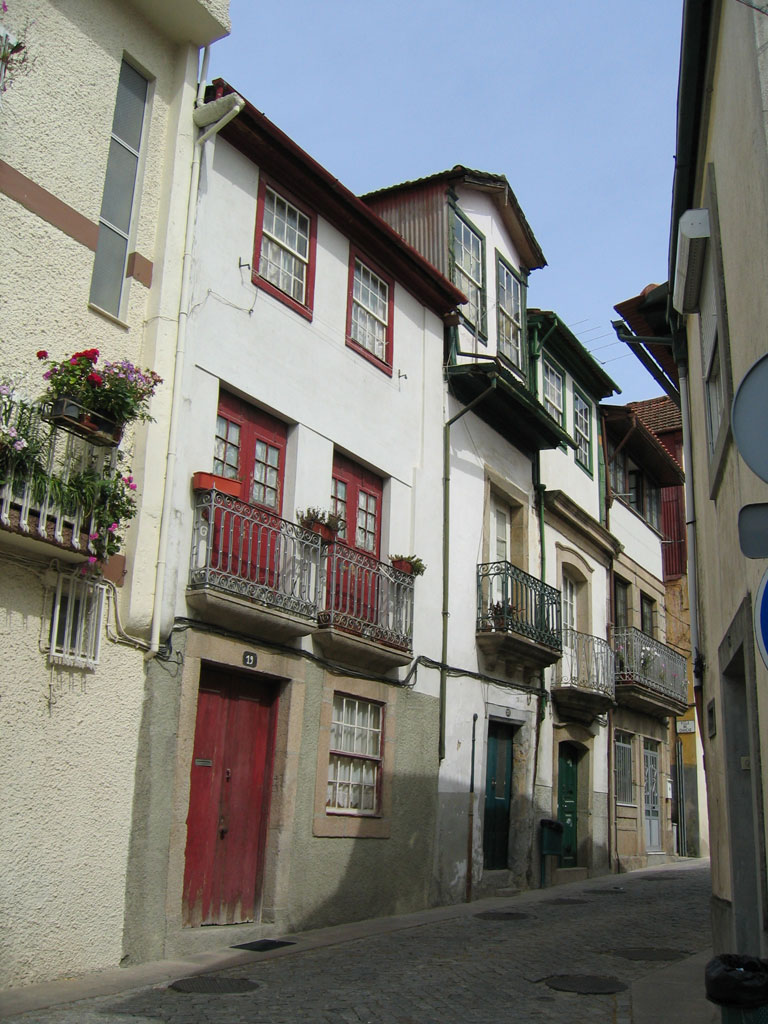
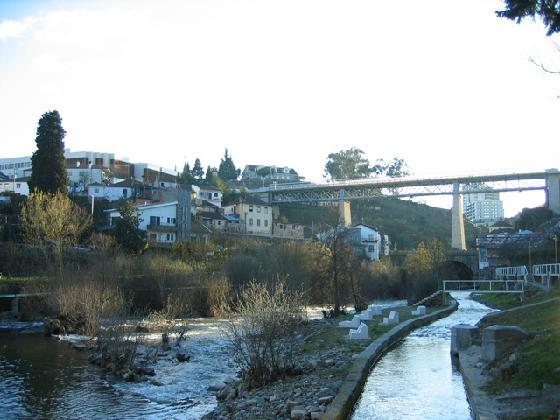
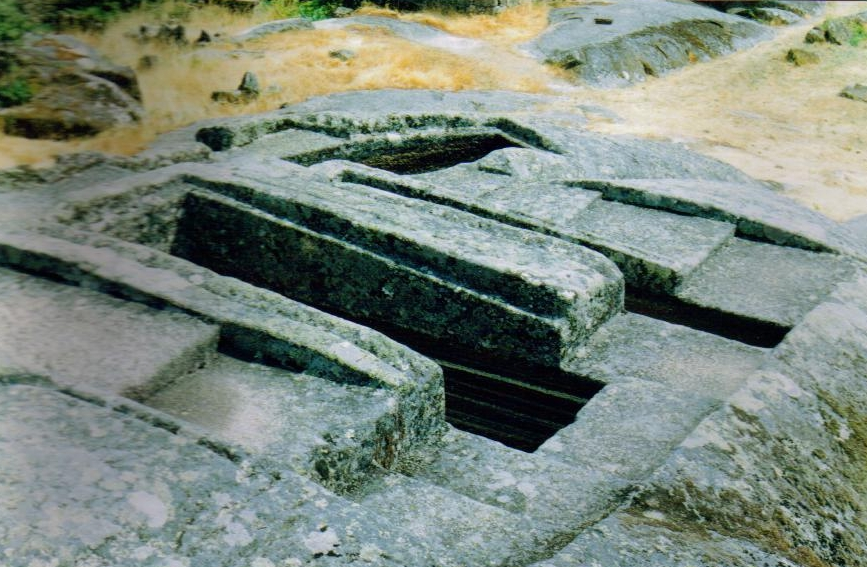
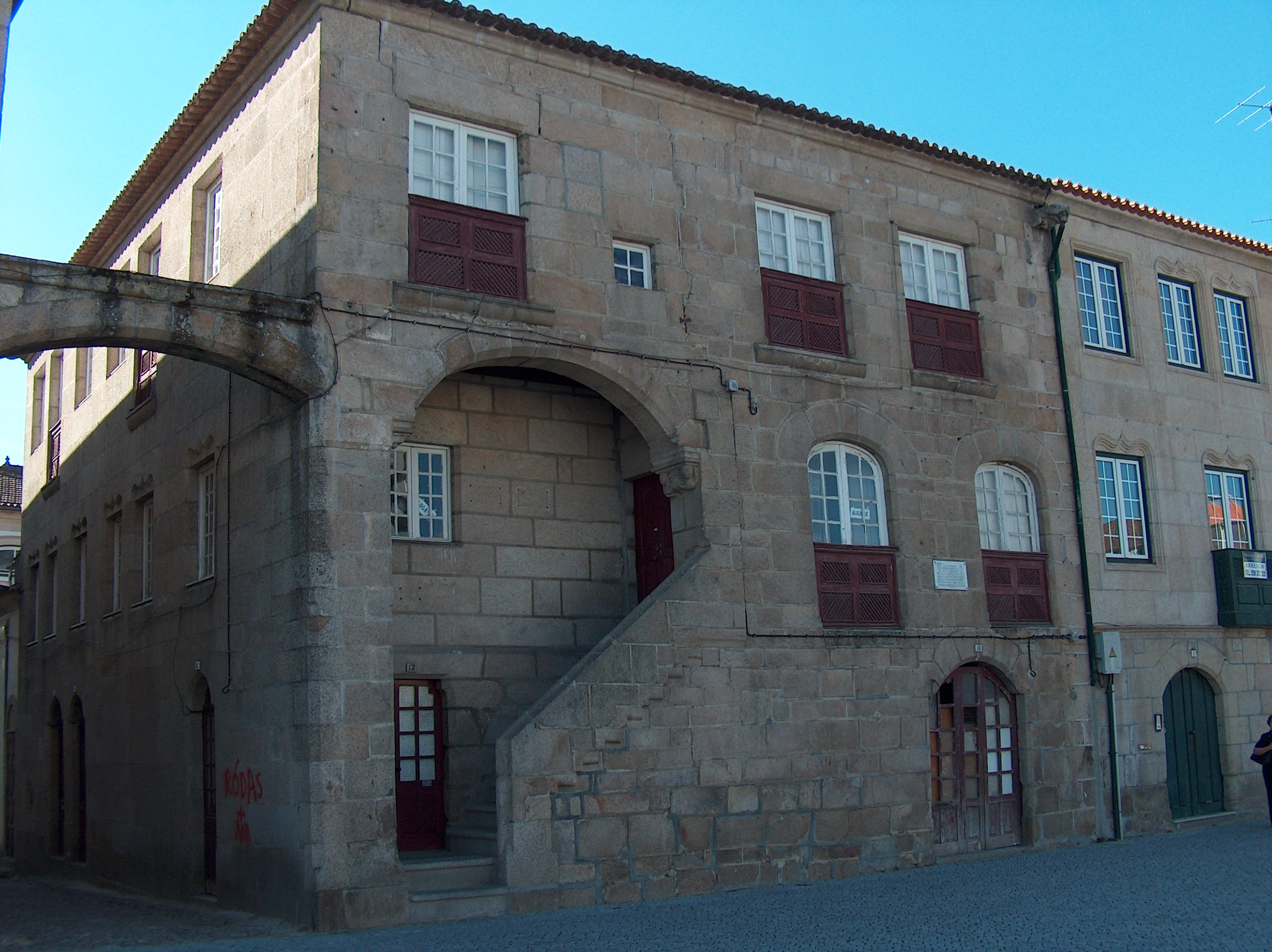
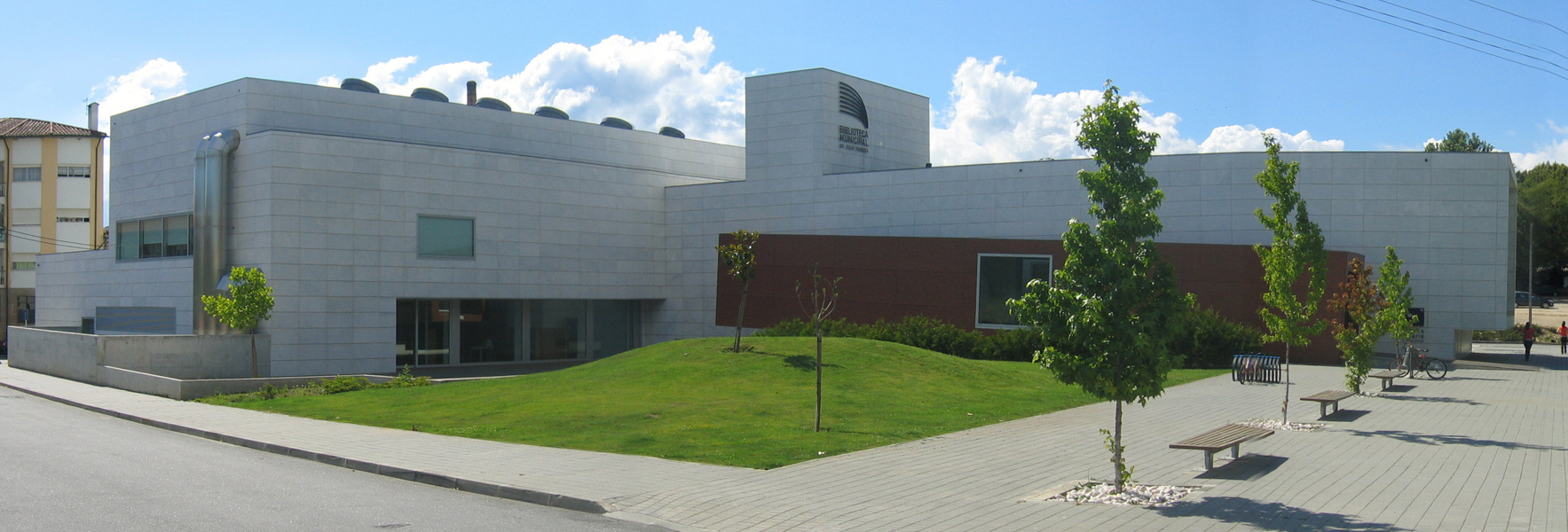
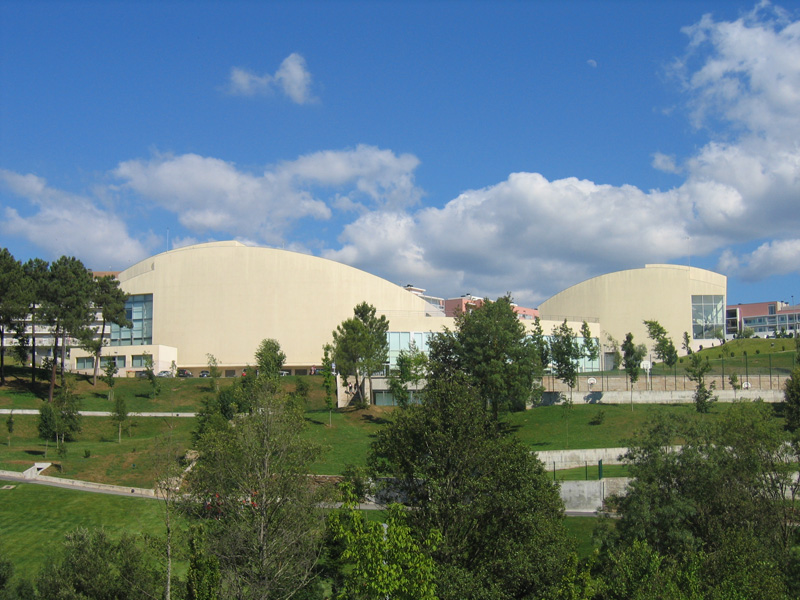
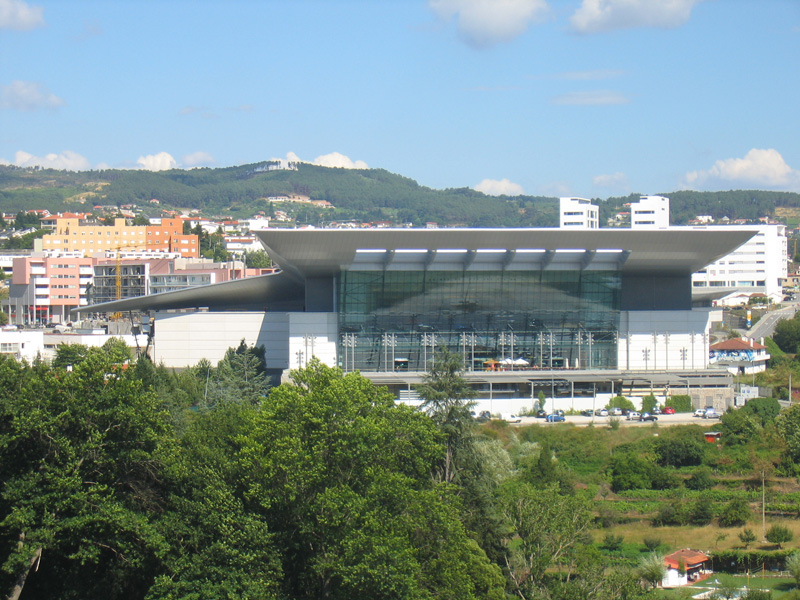
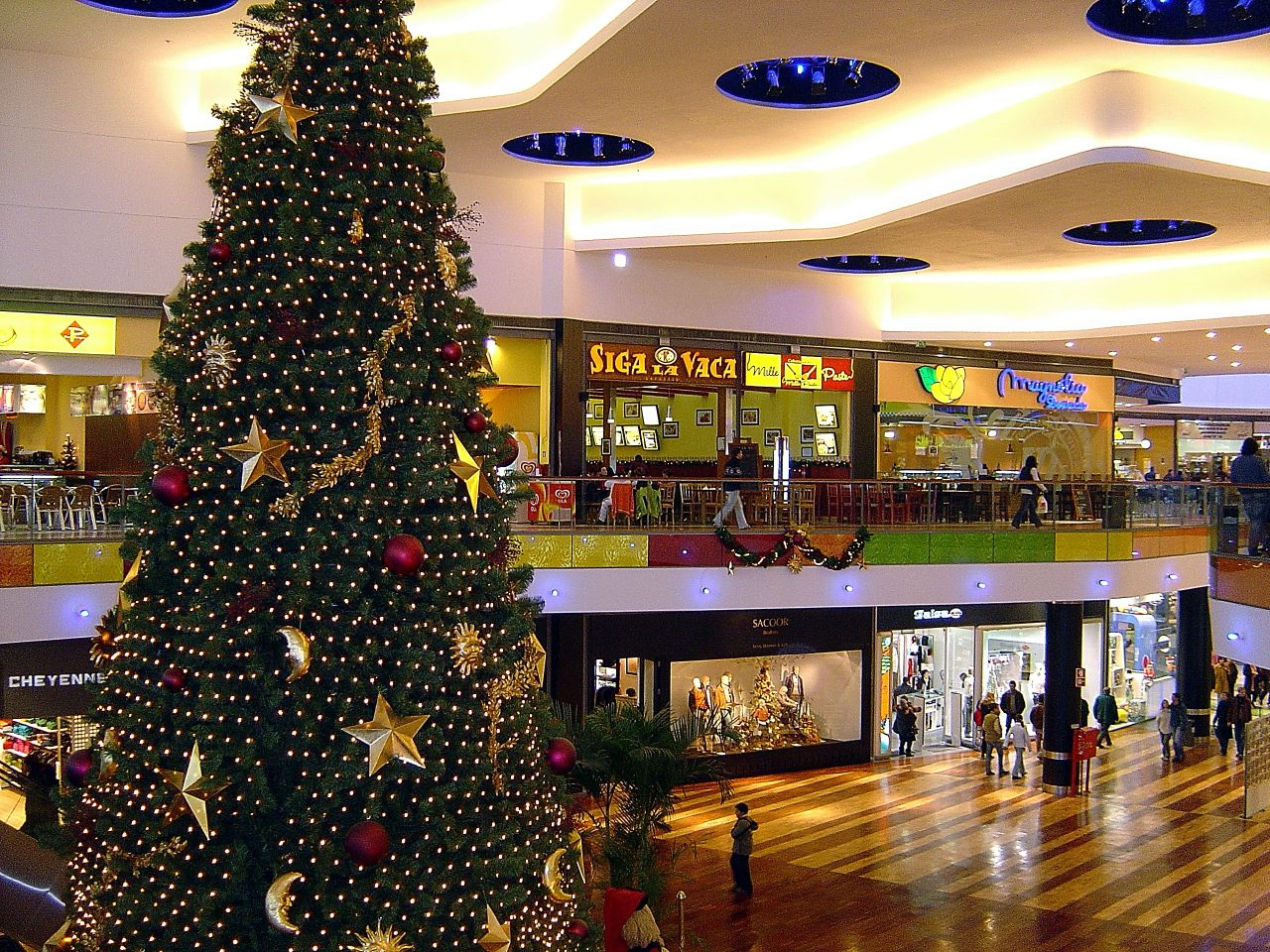